# Miña terra galega
«Miña terra galega» (La meva terra gallega) és una cançó del grup gallec Siniestro Total, enregistrada i publicada el 1984. És una versió de la cançó «Sweet Home Alabama» del grup estatunidenc Lynyrd Skynyrd.
La lletra, principalment en castellà excepte el vers que li dona nom, va ser composta per Julián Hernández, que era la bateria del grup. Com la resta de temes del disc Menos mal que nos queda Portugal, les cançons es van enregistrar als estudis Trak de Madrid, amb Paco Trinidad com a productor, el setembre de 1984. Els arranjaments van ser del mateix Hernández i de la resta d'integrants del grup, Miguel Costas (guitarra i veu) i Alberto Torrado (baix). «Miña terra galega» és un dels temes més coneguts del grup i, segons Julán Hernández, una de les cançons de Siniestro Total amb més repercussió, qualificada en diverses ocasions a la premsa com un himne.

## Temàtica
El periodista musical Jesús Ordovás, autor de Siniestro Total. Apocalipsis con grelos, va descriure la cançó com "el cant a Galícia més bell des de Nós de Castelao" També va ser definida com "l'himne no oficial de Galícia". El mateix Hernández va dir del tema que "era com una postal de Galícia, [..] com una d'aquelles fotos amb la Torre d'Hèrcules, gaiters i empanades", amb diversos símbols de Galícia.
L'estructura de la cançó consta de dues parts unides per una tornada. La primera part inclou principalment mencions a estereotips dels gallecs. El segon consisteix en una llista de coses que troba a faltar l'emigrant gallec, estructurada per parelles d'elements oposats. Així, Miña terra galega inclou mencions a l'emigració (personificada en un emigrant gallec "en una illa del Carib"), la pluja, el "dolor" de Breogán (el mític rei celta de Gal·lècia), la nostàlgia, les muiñeiras (composicions musicals populars de Galícia i la seva dansa corresponent), la gaita, la literatura del Rexurdimento (amb la menció d'Eduardo Pondal, autor de la lletra de l'himne gallec, el poema "Os pinos", de la seva obra Queixume dos pinos), els alalàs (un ritme popular gallec d'origen medieval), la viola de roda (instrument musical que té un fort arrelament a Galícia) d'Ortigueira (en referència al festival de música celta celebrat al municipi), la Liga Armada Galega (un grup terrorista galleguista d'extrema esquerra actiu a principis de la dècada de 1980) i el pazo de Meirás (edifici patrimonial que aleshores era propietat de la família Franco). La cançó també menciona als "kafkianos do Xaxán" i l'autor de la lletra va explicar que es tracta d'una broma; tot i que el Xaxán és un mont que es troba a l'altra banda de la ria de Vigo, l'expressió prové d'un aprenent del taller de fusteria del pare d'Hernández que la feia servir sense saber qui era Kafka.